# Caronte
Caronte est un groupe italien de rock et doom metal, originaire de Parme.

## Histoire
Le groupe est formé en 2010. Après un premier EP l'année suivante sous le nom de Ghost Owl chez Lo-Fi Creatures, le premier album Ascension a suivi en 2012 chez le même label. Après un split en 2013 avec Doomraiser chez Lo-fi Creatures et BloodRock Records, le deuxième album suit en 2014 après un passage chez Ván Records sous le nom deChurch of Shamanic Goetia. En 2016, l'EP Codex Babalon suit et un an plus tard, l'album Yoni. La même année, un split avec The Ruins of Beverast, Dolch et King Dude sort également, l'album Wolves of Thelema étant finalement disponible en 2019. Au cours de sa carrière, le groupe s'est produit dans différentes parties de l'Europe et a notamment collaboré avec Electric Wizard, Blood Farmers, Cough, Forgotten Tomb, The Devil's Blood, In Solitude, Pagan Altar, Doomraiser, Jarboe, Om, Angel Witch, Grand Magus, Orange Goblin, The Secret, Ufomammut et Abysmal Grief et a participé à des festivals comme le Eindhoven Metal Meeting, le Vienna Metal Meeting, le Dark Easter Metal Meeting, le Hammer of Doom, l'Acherontic Arts Festival et le Desert Fest.

## Style musical
Dans sa critique de Church of Shamanic Goetia, Andreas Schiffmann du Rock Hard écrit qu'on y entend un doom metal « rituel », certes produit de manière austère, mais qui « ne sonne à aucun moment sous-exploité du point de vue de la production et met souvent le chanteur Dorian au centre de l'attention, sa voix assez marquée étant parfois soutenue par des chœurs incantatoires ». L'album a un « caractère planant » qui « répand un peu de space flair » dans les chansons. Les chansons ne sont certes pas aussi entraînantes que celles de Hawkwind, mais elles sont tout aussi stoïques. Dans une édition ultérieure, Mandy Malon critique Codex Babalon et écrit que le groupe capte l'essence du doom metal et en fait quelque chose de personnel. Pour ce faire, le groupe utilise des « éléments lourds et lourds comme du bois » et les affine « avec des composants stoner de type acid trip ». Dans l'ensemble, il en résulte un « univers sonore merveilleusement rêveur, qui vous fait oublier toute notion de temps dans un abandon total ». Dans sa critique de Wolves of Thelema, Malon constate un changement sonore évident par rapport à ses œuvres précédentes. Le son est enrichi de « synthés aussi confus que fatals », ce qui rend les chansons « plus atmosphériques, plus pleines, plus sombres et plus dangereuses que jamais ». Les éléments psychédéliques sont toujours présents, mais le son stoner rock cède la place à des structures post-punk. Des éléments de doom metal apparaissent surtout dans la deuxième moitié de l'album. Ceux-ci se traduiraient surtout par un jeu de guitare dans le style de Tony Iommi, des sons d'orgue Hammond et des « solos passionnés et ravageurs ». Dans l'ensemble, la deuxième moitié serait « plus compliquée, plus atmosphérique et plus doom, peut-être aussi plus rêveuse ». Dans une interview avec Malon un numéro plus tard, Dorian Bones indique que les membres pratiquaient des messes gnostiques. Ils rejetteraient le christianisme, la plus grande influence sur le groupe serait Aleister Crowley. Sur Wolves of Thelema, ils considèrent les théories de Kenneth Grant, Michael Paul Bertiaux et Austin Osman Spare.
Eva Thalhammer de stormbringer.at indique dans sa critique de Yoni que le groupe y poursuivait son amour pour « le chaos, Crowley et le LSD ». Elle décrit le groupe comme un « acid doomer occulte », dont les concerts sont volontiers célébrés comme des « happenings chamaniques ». Musicalement, les chansons s'inspirent fortement d'Electric Wizard, tandis que le chant rappelle plutôt celui de Glenn Danzig, avec un côté plus « punk ». Les chansons n'ont toutefois pas un caractère rock. Le style serait également marqué par des « chœurs tribaux » et des « chants ritualistes » qui accompagneraient « le bourdonnement profond et les longues progressions de la basse ». La vitesse des chansons serait faible, tandis que les riffs seraient répétitifs. 

## Discographie
- 2011 : Ghost Owl (EP, Lo-Fi Creatures)
- 2012 : Ascension (album, Lo-Fi Creatures)
- 2013 : Doomraiser/Caronte (split avec Doomraiser, Lo-Fi Creatures/BloodRock Records)
- 2014 : Church of Shamanic Goetia (album, Ván Records)
- 2016 : Codex Babalon (EP, Ván Records)
- 2017 : Yoni (album, Ván Records)
- 2017 : The Ruins of Beverast/Caronte/(Dolch)/King Dude (split avec The Ruins of Beverast, (Dolch) et King Dude, Ván Records)
- 2019 : Wolves of Thelema (album, Ván Records)
- 2022 : Circle (EP, Ván Records)